# Beograd
Beograd (serbisk: Београд) er hovedstad i Serbien og var Jugoslaviens hovedstad fra 1918 til 4. februar 2003, derefter hovedstad og administrativt centrum for forbundsstaten Serbien og Montenegro indtil Montenegros løsrivelse i 2006.
Byen har 1.197.714(2022) indbyggere (1.683.962(2016) med forstæderne).
Byen ligger på bredderne af floderne Sava og Donau (hvor de mødes under Kalemegdan).
Beograd har været Serbiens hovedstad siden år 1403 og er en af de ældste byer i Europa, med en historie som er 7000 år gammel. Navnet betyder "Den Skønne Hvide By", og de vigtigste gader er Revolutionsboulevarden og Kñez Mihailova.

## Demografi
Ved en folketælling i 2002 var Beograds indbyggertal 1.576.124. De største etniske grupper er serbere (1.417.187), jugoslavere (22.161), montenegrinere (21.190), rumænere (19.191), kroatere (10.381) og makedonere (8.372). De seneste målinger (2007) viser at Beograds befolkning er steget med 400.000 på blot 5 år siden den sidste officielle tælling. Per d. 15. december 2007 har byens Institut for Informatik og Statistik registreret 1.531.741 med stemmeret, hvilket bekræfter, at byens indbyggertal er steget kraftigt siden 2002, da antallet af registrerede med stemmeret næsten er oversteget det samlede befolkningstal fra det år. Ifølge NGO'er Differentia har beograd nået et befolkningstal på 2 millioner i 2007. Den officielle tælling har dog endnu ikke bekræftet dette.
Beograd er hjemsted for mange etniske grupper fra hele det tidligere Jugoslavien, bl.a. fordi det var hovedstaden. Mange mennesker kom i et forsøg på at få et bedre liv eller kom som flygtninge fra krig og etnisk udrensning. Mellem 10.000 og 20.000 kinesere skønnes at bo i Beograd; de begyndte at immigrere i midten af 1990'erne. Blok 70 i Ny Beograd er kendt lokalt som det kinesiske kvarter. Mange fra Mellemøsten, primært fra Syrien, Iran, Jordan og Irak, ankom for at gøre studier i 1970'erne og 80'erne og blev siden og fik familie i byen. Afganske og irakiske kurdiske flygtninge er nogle af de sidst ankomne grupper fra Mellemøsten.
Selvom der er flere historisk religiøse samfund i byen er dens religiøse sammensætning dog nogenlunde homogen. Det serbisk ortodokse samfund er langt det største med 1.429.170 tilhængere. Der er også 20.366 muslimer, 16.305 romiskkatolske samt 3.796 protestanter. Historisk har der været en betydelig gruppe jøder, men efter nazisternes besættelse under anden verdenskrig, hvor mange jøder emigrerede til Israel er antallet faldet til kun 515.

## Kultur
Beograd er vært for mange kulturelle begivenheder, inklusiv FEST (Beograd Film Festival), BITEF (Beograd Teater Festival), BELEF (Beograd Summer Festival), BEMUS (Beograd Musik Festival), Beograd bogudstilling og Beograd Ølfestival. Den Nobelprisvindende forfatter Ivo Andrić skrev sit mest berømte arbejde Broen over Drina i Beograd. Andre prominente forfattere inkluderer Branislav Nušić, Miloš Crnjanski, Borislav Pekić, Milorad Pavić og Meša Selimović. Det meste af den serbiske filmindustri har base i Beograd; den i 1995 Palme d'Or-vindende Underground, instrueret af Emir Kusturica, blev produceret i byen.
Byen var en af de vigtigste byer for den Jugoslaviske nye bølge i 1980'erne: VIS Idoli, Ekatarina Velika og Šarlo Akrobata var alle fra Beograd. Andre vigtige rockgrupper inkluderer Riblja Čorba og Bajaga i Instruktori. Byen var centrum for den jugoslaviske musikalske stil kendt som turbofolk, hvor en af de mest berømte stjerner er Ceca Ražnatović. I dag er byen center for den serbiske hip hop scene med grupper som Beogradski Sindikat, Škabo og Marčelo.

## Uddannelse
Beograd har to statsuniversiteter og flere private institutioner for videregående uddannelser. Den "Store Skole", der blev grundlagt i 1808, var det første sted, der udbød videregående uddannelse i Serbien. Et lykeion efterfulgte i 1841, da det blev flyttet fra Kragujevac til Beograd. I 1905 havde det udviklet sig til Beograd Universitet, et af landets ældste uddannelsesinstitutioner (de ældste faciliteter med videregående uddannelse i landet er læreseminaret i Subotica, som kan dateres tilbage til 1689). Mere end 70.000 studerende studerer ved universitetet.

## Transport
Beograd Lufthavn er beliggende 12 kilometer fra byens centrum. I 2012 ekspederede den over 3.3 millioner passagerer.

## Sport
Der er omkring 1000 sportsfaciliteter i Beograd, hvoraf mange kan rumme alle niveauer af sportsbegivenheder. Beograd har været vært til flere relativt store sportsbegivenheder for nylig inklusiv europamesterskaberne i basketball 2005, volleyball 2005, vandpolo 2006 og European Youth Olympic Festival 2007. Beograd skal ligeledes være vært ved Universiaden 2009, hvor den blev valgt over byerne Monterrey og Poznań.

## Historiske registreringer
- 16. august 1717 - en østrigsk hær under Eugen af Savoyen slår en dobbelt så stor osmannisk hær ved Beograd.